# Vikash Dhorasoo
Vikash Dhorasoo (10 d'octubre de 1973) és un exfutbolista francès.

## Selecció de França
Va formar part de l'equip francès a la Copa del Món de 2006.